# Antonio Circignani

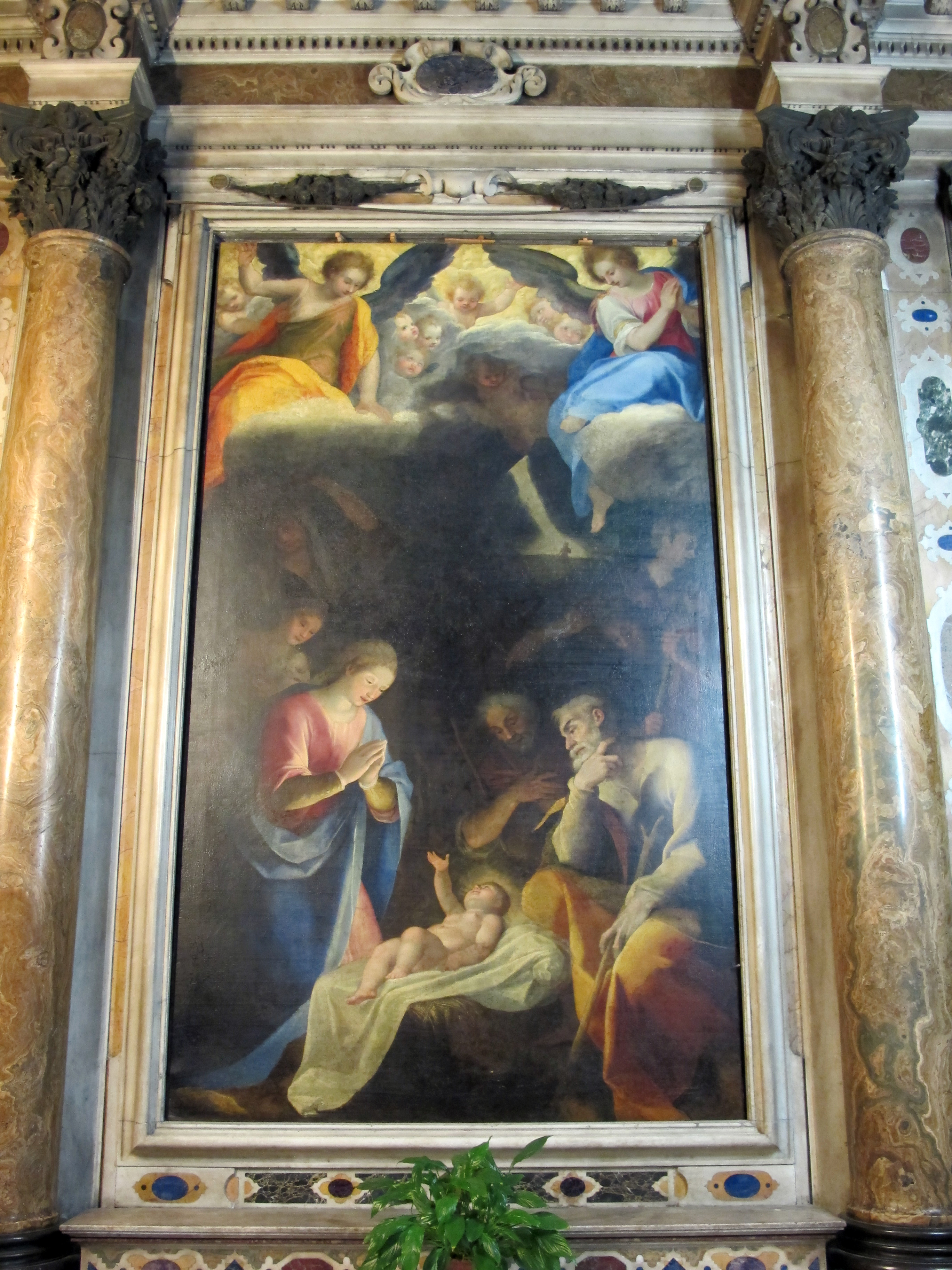
"Natividade", em San Siro, Gênova.

Antonio Circignani (1560–1620 (60 anos) foi um pintor italiano do Renascimento tardio (maneirismo) e do início do Barroco. Nascido em Pomarance, é conhecido como Antonio Pomarancio. Ele era filho do pintor Niccolò Circignani (chamado Il Pomarancio) e, com ele, trabalhou em Roma até sua morte em 1588. Ele aparece na biografia (Vite) dele de Giovanni Baglione.
Uma de suas mais famosas obras, "Casamento da Virgem", está na basílica de Santa Maria degli Angeli, em Assis, na Itália.
Entre suas obras estão os "Quatro Evangelistas", no Museo di San Francesco, em San Marino, e "Trindade", em Santissima Trinità, Foiano della Chiana.